# Giławki
Giławki – osada w Polsce położona w województwie warmińsko-mazurskim, w powiecie olsztyńskim, w gminie Purda.
Według podziału administracyjnego Polski obowiązującego latach 1975–1998 miejscowość należała do województwa olsztyńskiego.